# Llista de capítols de Fushigi Yûgi
|  | Aquest article tracta sobre els capítols del manga. Vegeu-ne altres significats a «Llista d'episodis de Fushigi Yûgi». |

Fushigi Yūgi, el joc misteriós (ふしぎ遊戯, Fushigi Yūgi) és una sèrie de manga creada per Yuu Watase l'any 1992. Narra les aventures d'una estudiant japonesa anomenada Miaka Yûki que, a través d'un llibre, viatja fins a la Xina Imperial.

## Llista de volums publicats
La sèrie de manga fou publicada a la revista Sho-Comi magazin des de l'any 1992 fins a l'any 1995. Després, fou recopilada i distribuïda en 18 volums de format Tankōbon per l'editorial Shogakukan.
La versió en català va ser publicada per la difunta editorial Glénat/EDT, recopilada en 9 volums.
| Volum | ISBN | Data de publicació     |
| --- | --- | ---------------------- |
| 1 | ISBN 978-84-8357-141-5 | 3 d'agost de 2007      |
| \| Capítols: - Capítol 1: La noia de la llegenda - Capítol 2: El jove del dimoni al front - Capítol 3: La sacerdotessa de Suzaku - Capítol 4: Les set estrelles de Suzaku - Capítol 5: Sentiments no correspostos - Capítol 6: El Parany de l'amor - Capítol 7: Pulsacions confoses - Capítol 8: La invitació de les ombres - Capítol 9: Un sentiments que es desperta - Capítol 10: Torna! - Capítol 11: Et vull tornar a veure - Capítol 12: El camí cap a tu \| Extres: - Mapa del món de l'univers dels quatre déus - Les set estrelles (i les 28 constel·lacions) - L'entrevista: Kae Araki \| | |                        |
| La jove Miaka viatja a un regne de fantasia mitjançant un llibre màgic anomenat L'Univers dels Quatre Déus. Allà es converteix en un dels guardians del bé contra les forces malignes que aguaiten a l'obscuritat. Apassionants aventures d'uns personatges que viuen entre dos mons, entre l'excitant imaginació i la tediosa realitat. | |                        |
| 2 | ISBN 978-84-8357-240-5 | 4 de setembre de 2007  |
| La Miaka, que ha tornat a l'interior del llibre per buscar a la Yui, es troba de nou amb en Tamahome a la seva vila. Però els homes de Ju-dong, el país enemic, intenten matar-la! Després del retrobament amb la Yui i d'assabentar-se de tot el que ha passat mentre ella no era en aquell món, la nostra protagonista decideix anar a la recerca de les estrelles de Suzaku que li falten per posar en ordre tot l'embolic que hi ha. | |                        |
| 3 | ISBN 978-84-8357-241-2 | 5 d'octubre de 2007    |
| La Miaka, en Hotohori i els altres marxen per intentar reunir les Set estrelles de Suzaku. Després de trobar la sisena, en Mitsukake, només els en falta una. De camí arribaran a una vila on el so d'una misteriosa flauta determinarà una sèrie d'inexplicables esdeveniments. D’altra banda, en Tamahome veurà alterats els seus records i sentiments | |                        |
| 4 | ISBN 978-84-8357-242-9 | 1 de novembre de 2007  |
| La Miaka i els seus amics han perdut el manuscrit d'El univers dels quatre déus i, amb ell, la possibilitat de convocar Suzaku. Malgrat això, la Tai-yi els explica que poden invocar-lo un cop més si aconsegueixen el "tresor dels déus", que es troba a Bei-jia, el país del déu Genbu. Sabent que haurà d'enfrontar-se un cop més contra la Yui, la Miaka, i les seves Set Estrelles, inicien el viatge a Bei-jia. De camí es trobaran la sorpresa que els ha preparat la Soi, una de les Estrelles de Seiryû...                                                                                | |                        |
| 5 | ISBN 978-84-8357-243-6 | 23 de novembre de 2007 |
| La Miaka no vol arriscar més les vides dels seus companys i pensa abandonar la seva missió de convocar Suzaku. Però recolzada pel seu estimat Tamahome i les altres estrelles, es dirigeix cap a on es troba el "Tresor dels Déus". Però allà els esperen noves i desagradables sorpreses i tot un ventall de situacions confuses i il·lusòries. | |                        |
| 6 | ISBN 978-84-8357-244-3 | 11 de gener de 2008    |
| La Miaka ha aconseguit fugir de les il·lusions d'en Tomo gràcies a l'ajuda de l'Amiboshi. Per a protegir la Miaka en comptes d'en Tamahome, que ha caigut per un penya-segat, l'Amiboshi se enfrontarà a en Tomo. Dues estrelles de Seiryû enfrontades! | |                        |
| 7 | ISBN 978-84-8357-245-0 | 8 de febrer de 2008    |
| Responent a la comanda de la Yui, en Suboshi ha entrat al món real i persegueix la Miaka amb la seva força d'Estrella de Seiryû. El Déu Suzaku ha estat segellat i en Tamahome ha perdut els seus poders, però això no és impediment per a protegir la Miaka i vèncer en Suboshi. D'altra banda, la Yui evita els intents de la Miaka per explicar-li la situació i decideix atraure en Nakago cap al seu món... | |                        |
| 8 | ISBN 978-84-8357-246-7 | 11 d'abril de 2008     |
| La Miaka i en Taka tornen al seu món després d'aconseguir la tercera pedra, però l'amenaça d'en Shigyô espera a la Miaka a l'institut... I a sobre, el rellotge que conté l'esperit del déu Suzaku acaba esmicolant-se... Com se'n sortiran la Miaka, en Taka i els seus amics? No et perdis el penúltim volum d'aquesta emocionant sèrie de fantasia, amor i acció. | |                        |
| 9 | ISBN 978-84-8357-247-4 | 9 de maig de 2008      |
| La màgia d'en Tian-gang fa esclatar l'apartament d'en Taka. Ell, que suposadament es trobava dins en el moment de l'explosió, desapareix d'allà. Quan la Miaka ho descobreix, sospita que en Taka ha estat segrestat per en Tiangang i s'endinsa de nou al manuscrit davant de tots els presents. Així, reuneix les forces de les Set Estrelles de Suzaku per enfrontar-se a en Tiangang. | |                        |
| Capítols: - Capítol 1: La noia de la llegenda - Capítol 2: El jove del dimoni al front - Capítol 3: La sacerdotessa de Suzaku - Capítol 4: Les set estrelles de Suzaku - Capítol 5: Sentiments no correspostos - Capítol 6: El Parany de l'amor - Capítol 7: Pulsacions confoses - Capítol 8: La invitació de les ombres - Capítol 9: Un sentiments que es desperta - Capítol 10: Torna! - Capítol 11: Et vull tornar a veure - Capítol 12: El camí cap a tu | Extres: - Mapa del món de l'univers dels quatre déus - Les set estrelles (i les 28 constel·lacions) - L'entrevista: Kae Araki |                        |